# Ante Rebić
Ante Rebić (Split, 21. rujna 1993.), hrvatski je nogometaš koji igra na poziciji napadača. Trenutačno igra za Hajduk Split.

## Klupska karijera
Rebić je svoj nogometni put započeo u lokalnim niželigašima. Njegovi prvi klubovi su bili NK Vinjani i NK Imotski, a sa 16 godina uputio se u RNK Split u kojem je počeo svoje prve seniorske utakmice.
Na 28. kolovoza 2013. godine Rebić je potpisao petogodišnji ugovor za talijansku Fiorentinu, a RNK Split je dobio 7 milijuna € odštete.
Dana 3. kolovoza 2014. godine Rebić odlazi na jednogodišnju posudbu u njemački RB Leipzig.

### Hellas Verona
Rebić je 14. siječnja 2016. godine, prošao liječnički pregled i do kraja sezone potpisao ugovor o posudbi s Hellas Veronom te izabrao dres s brojem 27. Splićanin se istog dana pridružio novim suigračima na prvom treningu, a dan kasnije je službeno predstavljen kao igrač Hellas Verone. "Moje ambicije su jasne. Bio sam na mundijalu u Brazilu, želim doživjeti i Euro 2016., ali s jedne strane shvaćam da je konkurencija u reprezentaciji velika, a s druge logično je da me izbornik ne može pozvati ako ne igram standardno" rekao je Rebić".

### Eintracht Frankfurt
Rebić je službeno postao novi član njemačkog bundesligaša Eintracht Frankfurta u srpnju 2016. godine. Niko Kovač tako je uspio dovesti Rebića u Frankfurt na jednogodišnju posudbu, nakon čega će čelnici Eintrachta imati pravo otkupa cijelog ugovora. "Sretni smo što smo uspjeli ispuniti želju našeg trenera, dovesti iz Fiorentine Antu Rebića. Niko Kovač je uvjeren kako naš novi igrač može poboljšati našu napadačku igru, biti prava prijetnja za suparnike s krilnih pozicija, poručio je sportski direktor Bruno Hübner". U 2016./17. sezoni je Rebić postigao dva pogotka u 20 utakmica za njemačku momčad. U kolovozu 2017. je Rebić ponovno posuđen frankfurtskom Eintrachtu.
Zbog izvrsnih nastupa u klubu i pogodaka protiv Bayernu u završnici njemačkog kupa 2017./2018., klupskog vodstvo postavilo je novu odštetnu odredbu o puštanju Rebića, koja iznosi 40 milijuna eura, što bi u slučaju ostvarenja bio novi hrvatski rekord.

### Milan

#### Sezona 2019./20.
Dana 2. rujna 2019. Rebić se vratio u Italiju te je potpisao dvogodišnju posudbu s Milanom, dok je André Silva poslan na jednogodišnju posudbu u Eintracht Frankfurt iz Milana.
Nakon što je prvu polovicu sezone proveo na klupi, odigravši više minuta za reprezentaciju nego za klub, Rebić je 19. siječnja 2020. na poluvremenu zamijenio Giacoma Bonaventuru te postigao svoja prva dva prvenstvena pogotka u utakmici protiv Udinesea koji je poražen 3:2. U sezoni 2019./20. postigao je 12 golova i 4 asistencije za Milan.

#### Sezona 2020./21.
Dana 12. rujna 2020. Milan je otkupio Rebića te je s njim potpisao petogodišnji ugovor. U ligaškoj utakmici odigranoj 12. svibnja 2021. protiv Torina koja je završila 0:7, Rebić je asistirao Theu Hernandezu za 0:4 te je potom postigao hat-trick. U sezoni 2020./21. Rebić je postigao 11 golova i 3 asistencije.

#### Sezona 2021./22.
Dana 12. rujna 2021. asistirao je za jedina dva gola na utakmici protiv Lazija. Tri dana kasnije debitirao je i postigao svoj prvi gol u UEFA Ligi prvaka i to protiv Liverpoola od kojeg je Milan izgubio 3:2. U sezoni 2021./22. Rebić je postigao 3 gola i 2 asistencije.

## Reprezentativna karijera
Nastupio je za Hrvatsku reprezentaciju za igrače do 20 godina starosti na Svjetskom prvenstvu u Turskoj 2013. godine. Postigao je dva pogotka i jednom je asistirao za pogodak.
Za A reprezentaciju debitirao je postigavši pogodak u pobjedi 2:3 u prijateljskoj utakmici protiv Lihtenštajna u Vaduzu, 14. kolovoza 2013. godine.
Dne 31. listopada 2013. godine tadašnji izbornik A reprezentacije Niko Kovač je objavio popis igrača za utakmicu s Islandom na koju je pozvao Antu.
Dne 21. lipnja 2018. godine na SP 2018. zabio legendardni prvi pogodak u utakmici protiv Argentine gdje je Hrvatska slavila s 3:0. Također je i treći najbrži nogometaš na tom SP-u.

### Pogodci za reprezentaciju
| #  | Datum              | Mjesto                                           | Protivnik   | Pogodak | Rezultat | Natjecanje                                |
| -- | ------------------ | ------------------------------------------------ | ----------- | ------- | -------- | ----------------------------------------- |
| 1. | 14. kolovoza 2013. | Rheinpark Stadion, Vaduz, Lihtenštajn            | Lihtenštajn | 1:2     | 2:3      | Prijateljska utakmica                     |
| 2. | 21. lipnja 2018.   | Stadion Nižnji Novgorod, Nižnji Novgorod, Rusija | Argentina   | 1:0     | 3:0      | Svjetsko prvenstvo 2018.                  |
| 3. | 24. ožujka 2019.   | Groupama Arena, Budimpešta, Mađarska             | Mađarska    | 0:1     | 2:1      | Kvalifikacije za Europsko prvenstvo 2020. |

## Priznanja

### Individualna
- 2018.: Odlukom Predsjednice Republike Hrvatske Kolinde Grabar-Kitarović odlikovan je Redom kneza Branimira s ogrlicom, za izniman, povijesni uspjeh hrvatske nogometne reprezentacije, osvjedočenu srčanost i požrtvovnost kojima su dokazali svoje najveće profesionalne i osobne kvalitete, vrativši vjeru u uspjeh, optimizam i pobjednički duh, ispunivši ponosom sve hrvatske navijače diljem svijeta ujedinjene u radosti pobjeda, te za iskazano zajedništvo i domoljubni ponos u promociji sporta i međunarodnog ugleda Republike Hrvatske, te osvajanju 2. mjesta na 21. Svjetskom nogometnom prvenstvu u Ruskoj Federaciji.[21]

### Klupska
Eintracht Frankfurt
- DFB-Pokal (1): 2017./18.

AC Milan
- Serie A (1): 2021./22

### Reprezentativna
- Svjetsko prvenstvo: 2018. (2. mjesto)[22]

## Vanjske poveznice

### Sestrinski projekti
|  | Zajednički poslužitelj ima još gradiva o temi Ante Rebić |

### Mrežna sjedišta
- Ante Rebić na hnl-statistika.com
- Ante Rebić na football-lineups.com (engl.)
- Ante Rebić na soccerway.com
- Ante Rebić na transfermarkt.de (njem.)